# Luangwa (miasto)
Luangwa – miasto w Zambii, w prowincji Lusaka. Według danych szacunkowych na rok 2010 liczy 3.512 mieszkańców.